# 梅希利布日縣

52°56′N 14°52′E / 52.933°N 14.867°E
梅希利布日縣（波蘭語：Powiat myśliborski），是波蘭的縣份，位於該國西北部，由西波美拉尼亞省負責管轄，首府設於梅希利布日，面積1,182平方公里，2006年人口67,412，人口密度每平方公里57人。